# شهرداری ناحیه بیرژای
شهرداری ناحیه بیرژای یکی از شهرداری‌های لیتوانی، واقع در شمال، منطقه قوم‌شناسی اوکشتایتیا، شهرستان پانه‌وژیس می‌باشد.
شهرهای بیرژای و والبالنینکاس در این منطقه قرار دارند. حدود ۶۴٪ از اراضی آن جزو اراضی کشاورزی بوده که برخی از این اراضی جزو مزارع ارگانیک کشاورزی اند. از بخش‌هایی از آن در پارک منطقه بیرژای، به عنوان ذخایر گیاه‌شناسی و زمین‌شناسی محافظت می‌گردد.